# Parafia św. Jakuba Apostoła w Zdunach
Parafia św. Jakuba Apostoła w Zdunach – rzymskokatolicka parafia należąca do dekanatu Łowicz-Św. Ducha w diecezji łowickiej.
Erygowana w XIV w.

## Proboszczowie
- ks. kan. Ireneusz Cieślak (2020–2024)[1]
- ks. Łukasz Antczak (2024– )[2]

## Zasięg parafii
Do parafii należą wierni następujących miejscowości: Dąbrowa, Jackowice, Łaźniki, Maurzyce, Pólka, Strugienice, Świące, Szymanowice, Wierznowice , Zduny i Nowe Zduny.